# Claude Pahud
Pour les articles homonymes, voir Pahud.
Claude Pahud (né le 1er décembre 1924 à Lausanne où il meurt le 14 novembre 2017), est un éducateur, un pédagogue et un homme politique suisse, cofondateur et directeur de l’École d’études sociales et pédagogiques de Lausanne, devenue Haute École de travail social et de la santé.

## Biographie

### Études et famille
Claude Pahud est né dans une famille d’instituteurs et d’institutrices. Il est originaire des communes d’Ogens et de Bioley-Magnoux. Il fait des études supérieures à l'École des sciences sociales et politiques de l'université de Lausanne entre 1944 et 1949 et obtient une licence ès sciences pédagogiques. En 1948, il épouse Monique Veillard (1926-1995), qui a une formation d’assistante sociale ; ils ont quatre enfants.

### Pédagogue
Claude Pahud dirige de 1953 à 1964 le Centre de formation d'éducateurs pour l'enfance et l'adolescence inadaptées. Institution créé à l’initiative de Monique et Claude Pahud, en tant que « section décentralisée » de l’École d’études sociales de Genève où Claude est professeur. Cette nouvelle institution dans le paysage Suisse romand de l’éducation a pour but « de former des éducateurs et des éducatrices qui exercent leurs fonctions auprès d’enfants et d’adolescents difficiles, inadaptés ou délinquants dans les établissements spécialisés qui leur sont destinés », elle est inaugurée le 17 novembre 1954.
Claude Pahud est de 1957 à 1963 secrétaire général de l'Association romande des éducateurs de jeunes inadaptés (AREJI, créée en 1957, devenue en 1977 la Fédération romande des travailleurs et travailleuses de l’éducation sociale - FERTES, puis Avenir Social en 2005). Il est aussi secrétaire général de 1958 à 1964, à temps partiel, du Groupe romand de l'Association suisse en faveur des enfants difficiles. En tant que secrétaire de l’AREJI, et avec le soutien du Groupe romand, il organise le 4e Congrès mondial de l’Association internationale des éducateurs de jeunes inadaptés (AIEJI) à Lausanne en 1958. Il siège à partir de 1958 au Conseil d'administration de l’AIEJI, qu’il préside de 1978 à 1986.

Il expose les fondements des méthodes qu’il enseigne lors du Congrès 1957 du Groupe romand. Extrait : 

« Cette connaissance plus complète de l’homme et de l’enfant que nous proposent les modernes sciences de l’éducation resterait lettre morte si certains moyens pratiques n’en étaient découlés et n’étaient appliqués dans la plupart de nos internats pour inadaptés. Je pense en particulier à l’organisation par groupes, par familles, par équipes, qui ménage à l’enfant et à l’adolescent un monde à sa mesure, du type familial, dans lequel il lui est possible de vivre des expériences affectives valables, tant avec ses compagnons qu’avec l’éducateur. Un monde à sa mesure où l’échange est possible. Car si l’on sait que l'enfant a besoin d’être aimé, on commence à savoir aussi qu’il a besoin d’aimer. »

En 1964, il fonde l’École d'études sociales et pédagogiques (EESP) de Lausanne, une institution qui résulte de la fusion du Centre de formation d'éducateurs et de l'École d'assistantes sociales et d'éducatrices, Fondation Curchod. Il dirige l'EESP jusqu'en 1988. Cette école deviendra la Haute École de travail social et de la santé.
De 1990 à 1998, Claude Pahud préside l'Association vaudoise des institutions privées pour personnes en difficultés (AVOP).

### Carrière politique
Claude Palud a aussi exercé plusieurs mandats politiques pour le parti libéral. Il est député de Lausanne au Grand Conseil du canton de Vaud de 1957 à 1978 et son président en 1973-1974. En outre, il préside le Groupe libéral du Grand Conseil (1959-1962), siège au Conseil communal de Lausanne (1958-1962), au Conseil communal de Yens (1986-1994),. Par ailleurs, il a été candidat au Conseil d’État en 1962.
Son engagement à la fois dans un parti de droite et dans le travail social n’a pas toujours été compris. Lors des trente ans de l’école, en 1984, des membres de son parti politique lui ont reproché de « former des gauchistes ». À cela il a répondu : « Si c’est être gauchiste de percevoir l’importance des phénomènes sociaux qui peuvent être à la base des difficultés des gens, alors je suis gauchiste ».

### Autres engagements
Claude Pahud est speaker à Radio-Lausanne de 1944 à 1958, où il participe aux débuts de la « Chaîne du Bonheur » (émission hebdomadaire de radio pour le financement de l'aide humanitaire en Suisse) avec Roger Nordmann, Paul Vallotton et Jack Rollan.
Dans le cadre du scoutisme, Claude Pahud dirige de 1950 à 1958 la brigade de Sauvabelin et préside l'Association cantonale des éclaireurs vaudois[réf. nécessaire].
De 1960 à 1994, il est engagé comme vice-président de la Société vaudoise d'aide sociale et culturelle (organisme vaudois chargé de la répartition des bénéfices de la Loterie romande), et de 1959 à 1994 comme membre du Conseil de surveillance des Établissements de la plaine de l'Orbe. En 1976, il préside l’association du « Centre du Levant », un centre d’accueil pour toxicomanes à Lausanne.

## Publications
- Claude Pahud, Geneviève Heller, Édition présentée, établie et annotée, Maurice Veillard, Crapauds de gamins ! Notes d’un juge de l’enfance, 1942-1977, Lausanne, Éditions d'en bas Coédition avec les Éditions de l’ÉÉSP, coll. « Ethno-Poche » (no 46), 2007, 292 p.
- Claude Pahud, Histoire(s) de vie(s), Sierre, à la Carte, 2009, 239 p.
- Jacques Bergier, Traces de mémoire : pédopsychiatrie et protection de l'enfance dans le canton de Vaud au XXe siècle, Lausanne, EESP, coll. « Les cahiers de l'EESP » (no 35), 2003, 124 p.éd. présentée, établie et annotée par Joseph Coquoz, Geneviève Heller et Claude Pahud
- Geneviève Heller, Claude Pahud, Pierre Brossy et Pierre Avvanzino, La passion d'éduquer : genèse de l'éducation spécialisée en Suisse romande, Lausanne, EESP, coll. « Les cahiers de l'EESP » (no 36), 2004, 476 p. (ISBN 2-88284-040-3, lire en ligne)
- Christian Suter (dir.) et Claude Pahud (dir.), Rapport social 2000, Zurich, Seismo, coll. « Analyses sociales », 2000, 323 p.
- Claude Pahud, Yves de Saussure et Georges Rochat, Aux sources de la formation des éducateurs spécialisés, Lausanne et Genève, EESP et IES, 1992, 138 p.
- Claude Pahud, « Les méthodes pédagogiques de l’internat : [exposé présenté au Congrès 1957 du Groupe romand de l'Association suisse en faveur des enfants difficiles] », Gazette de Lausanne,‎ 12 mars 1958, p. 7-8 (lire en ligne, consulté le 1er décembre 2017)

## Portraits filmés
- Qui connaît Claude Pahud ? [Enregistrement vidéo] / réal. André Antoniadis, Pierre-Alain Barbezat, André Beday; avec la participation de Monique Pahud ... [et al.]; musique Claude Bianchi; entretiens avec Claude Pahud : Andrée Menthonnex, Lausanne : École d'études sociales et pédagogiques, cop. 1989, 1 vidéocassette [VHS] (32 min)[8].
- Claude Pahud-Veillard et l'école d'études sociales et pédagogiques de Lausanne : le 20 mars 2008 à Lausanne, interlocuteur : Jacques Poget, Lausanne : Association Films Plans-fixes, [2008]

## Documentation
- Fonds : Pahud (Claude) (1718-2015) [0,66 ml (133 enveloppes dans 6 boîtes)].  Cote : PP 1061. Archives cantonales vaudoises (présentation en ligne).